# Richard Kirman
Richard Kirman (ur. 14 stycznia 1877, zm. 19 stycznia 1959), siedemnasty gubernator Nevady. Sprawował urząd w latach 1935–1939. Należał do Partii Demokratycznej.